# Liste des orgues des Pays de la Loire protégés aux monuments historiques
Cet article recense les orgues protégés aux monuments historiques dans les Pays de la Loire, en France.

## Liste
| Orgue                                                  | Département      | Commune              | Édifice                                           | Référence | Année | Protection | Illus. |
| ------------------------------------------------------ | ---------------- | -------------------- | ------------------------------------------------- | --- | ----- | ---------- | ------ |
| Orgue de tribune buffet                                | Loire-Atlantique | Batz-sur-Mer         | Église Saint-Guénolé                              | « PM44000584 », notice no PM44000584 « PM44000877 », notice no PM44000877                                      | 1909  | Classé     |        |
| Orgue de chœur partie instrumentale                    | Loire-Atlantique | Nantes               | Cathédrale Saint-Pierre-et-Saint-Paul             | « PM44000878 », notice no PM44000878 « PM44000327 », notice no PM44000327                                      | 1987  | Classé     |        |
| Orgue de tribune partie instrumentale                  | Loire-Atlantique | Nantes               | Chapelle Notre-Dame-de-l’Immaculée-Conception     | « PM44000879 », notice no PM44000879 « PM44000880 », notice no PM44000880                                      | 1988  | Classé     |        |
| Orgue de tribune partie instrumentale                  | Loire-Atlantique | Nantes               | Collège Saint-Stanislas                           | « PM44000881 », notice no PM44000881 « PM44000355 », notice no PM44000355                                      | 1987  | Classé     |        |
| Orgue de tribune partie instrumentale                  | Loire-Atlantique | Nantes               | Église Notre-Dame-de-Bon-Port                     | « PM44000882 », notice no PM44000882 « PM44000344 », notice no PM44000344                                      | 1975  | Classé     |        |
| Orgue de tribune partie instrumentale                  | Loire-Atlantique | Nantes               | Église Notre-Dame-de-Toutes-Joies                 | « PM44000883 », notice no PM44000883 « PM44000354 », notice no PM44000354                                      | 1987  | Classé     |        |
| Orgue de tribune buffet, tribune                       | Maine-et-Loire   | Angers               | Cathédrale Saint-Maurice                          | « PM49001925 », notice no PM49001925 « PM49000020 », notice no PM49000020                                      | 1977  | Classé     |        |
| Orgue de tribune partie instrumentale                  | Maine-et-Loire   | Angers               | Église Saint-Joseph                               | « PM49001928 », notice no PM49001928 « PM49001929 », notice no PM49001929                                      | 1979  | Classé     |        |
| Orgue de tribune partie instrumentale                  | Maine-et-Loire   | Angers               | Église de la Trinité                              | « PM49001926 », notice no PM49001926 « PM49001927 », notice no PM49001927                                      | 1977  | Classé     |        |
| Orgue de chœur orgue                                   | Maine-et-Loire   | Baugé                | Église Saint-Pierre-et-Saint-Laurent              | « PM49001931 », notice no PM49001931 « PM49001370 », notice no PM49001370 « PM49001930 », notice no PM49001930 | 2007  | Classé     |        |
| Orgue de tribune buffet                                | Maine-et-Loire   | Baugé                | Église Saint-Pierre-et-Saint-Laurent              | « PM49001931 », notice no PM49001931 « PM49001370 », notice no PM49001370 « PM49001930 », notice no PM49001930 | 1972  | Classé     |        |
| Orgue de tribune partie instrumentale                  | Maine-et-Loire   | Beaufort-en-Vallée   | Église Notre-Dame                                 | « PM49001932 », notice no PM49001932 « PM49000426 », notice no PM49000426                                      | 1989  | Classé     |        |
| Orgue de tribune buffet, partie instrumentale          | Maine-et-Loire   | Beaupréau            | Église Notre-Dame                                 | « PM49001935 », notice no PM49001935 « PM49001933 », notice no PM49001933 « PM49001934 », notice no PM49001934 | 1993  | Inscrit    |        |
| Orgue de tribune partie instrumentale                  | Maine-et-Loire   | Le Lion-d'Angers     | Église Saint-Martin-de-Vertou                     | « PM49001936 », notice no PM49001936 « PM49001937 », notice no PM49001937                                      | 1979  | Classé     |        |
| Orgue de tribune buffet, partie instrumentale          | Maine-et-Loire   | Saumur               | Église Notre-Dame de Nantilly                     | « PM49000986 », notice no PM49000986 « PM49001938 », notice no PM49001938 « PM49001017 », notice no PM49001017 | 1972  | Classé     |        |
| Orgue de tribune buffet                                | Maine-et-Loire   | Saumur               | Église Saint-Pierre                               | « PM49000994 », notice no PM49000994 « PM49001939 », notice no PM49001939                                      | 1972  | Classé     |        |
| Orgue de tribune partie instrumentale                  | Maine-et-Loire   | Segré                | Église Sainte-Madeleine                           | « PM49001940 », notice no PM49001940 « PM49001941 », notice no PM49001941                                      | 1994  | Inscrit    |        |
| Orgue de tribune partie instrumentale                  | Maine-et-Loire   | Varennes-sur-Loire   | Église Saint-Martin-de-Vertou                     | « PM49001942 », notice no PM49001942 « PM49001943 », notice no PM49001943                                      | 1995  | Inscrit    |        |
| Orgue de tribune buffet, partie instrumentale          | Mayenne          | Évron                | Abbaye Notre-Dame                                 | « PM53000204 », notice no PM53000204 « PM53000675 », notice no PM53000675 « PM53000206 », notice no PM53000206 | 1958  | Classé     |        |
| Orgue de tribune buffet, partie instrumentale          | Mayenne          | Laval                | Cathédrale de la Sainte-Trinité                   | « PM53000678 », notice no PM53000678 « PM53000676 », notice no PM53000676 « PM53000677 », notice no PM53000677 | 2001  | Classé     |        |
| Orgue de tribune buffet                                | Mayenne          | Laval                | Basilique Notre-Dame                              | « PM53000286 », notice no PM53000286 « PM53000679 », notice no PM53000679                                      | 1958  | Classé     |        |
| Orgue de tribune buffet, partie instrumentale          | Sarthe           | Château-du-Loir      | Église Saint-Guingalois                           | « PM72000127 », notice no PM72000127 « PM72001377 », notice no PM72001377 « PM72001378 », notice no PM72001378 | 1988  | Classé     |        |
| Orgue de tribune buffet, tribune                       | Sarthe           | La Ferté-Bernard     | Église Notre-Dame-des-Marais                      | « PM72000295 », notice no PM72000295 « PM72001379 », notice no PM72001379                                      | 1840  | Classé     |        |
| Orgue de tribune buffet, partie instrumentale          | Sarthe           | La Flèche            | Église Saint-Louis du Prytanée national militaire | « PM72000370 », notice no PM72000370 « PM72001380 », notice no PM72001380 « PM72001255 », notice no PM72001255 | 1933  | Classé     |        |
| Orgue de tribune partie instrumentale                  | Sarthe           | Le Lude              | Église Saint-Vincent                              | « PM72001381 », notice no PM72001381 « PM72000433 », notice no PM72000433                                      | 1975  | Classé     |        |
| Orgue de tribune buffet, partie instrumentale          | Sarthe           | Le Mans              | Cathédrale Saint-Julien                           | « PM72000451 », notice no PM72000451 « PM72001382 », notice no PM72001382 « PM72000472 », notice no PM72000472 | 1862  | Classé     |        |
| Orgue de tribune partie instrumentale                  | Sarthe           | Le Mans              | Lycée Montesquieu                                 | « PM72001383 », notice no PM72001383 « PM72000531 », notice no PM72000531                                      | 1975  | Classé     |        |
| Orgue de tribune buffet                                | Sarthe           | Marolles-les-Braults | Église Saint-Rémy                                 | « PM72000615 », notice no PM72000615 « PM72001384 », notice no PM72001384                                      | 1970  | Classé     |        |
| Orgue de tribune buffet, partie instrumentale          | Sarthe           | Moncé-en-Saosnois    | Église Sainte-Marie                               | « PM72000641 », notice no PM72000641 « PM72001385 », notice no PM72001385 « PM72001386 », notice no PM72001386 | 1941  | Classé     |        |
| Orgue de tribune buffet, partie instrumentale, tribune | Sarthe           | Saint-Calais         | Église Notre-Dame                                 | « PM72000792 », notice no PM72000792 « PM72001387 », notice no PM72001387 « PM72000793 », notice no PM72000793 | 1971  | Classé     |        |
| Orgue de tribune buffet                                | Sarthe           | Torcé-en-Vallée      | Église Notre-Dame                                 | « PM72001389 », notice no PM72001389 « PM72001388 », notice no PM72001388                                      | 1970  | Classé     |        |
| Orgue de chœur buffet, partie instrumentale            | Vendée           | Luçon                | Cathédrale Notre-Dame-de-l’Assomption             | « PM85000782 », notice no PM85000782 « PM85000780 », notice no PM85000780 « PM85000781 », notice no PM85000781 | 2000  | Classé     |        |
| Orgue de tribune buffet, partie instrumentale          | Vendée           | Luçon                | Cathédrale Notre-Dame-de-l’Assomption             | « PM85000785 », notice no PM85000785 « PM85000783 », notice no PM85000783 « PM85000784 », notice no PM85000784 | 1999  | Classé     |        |
| Orgue de tribune partie instrumentale                  | Vendée           | Le Poiré-sur-Vie     | Église Saint-Pierre                               | « PM85000786 », notice no PM85000786 « PM85000787 », notice no PM85000787 « PM85000788 », notice no PM85000788 | 1992  | Inscrit    |        |